# Tomi Nybäck
Tomi Nybäck (Järvenpää, 3 aprile 1985) è uno scacchista finlandese, grande maestro e giocatore di poker.
Ha vinto il Campionato finlandese di scacchi nel 2008 ed è stato il miglior giocatore finlandese nel settembre 2023.
Ha giocato per la nazionale finlandese nelle Olimpiadi degli scacchi nel 2002, 2004, 2006, 2008, 2010, 2012 e 2014. È uno dei pochi giocatori ad avere un punteggio positivo contro l'ex campione del mondo Magnus Carlsen.

## Carriera
Nyback arriva primo insieme a Şəhriyar Məmmədyarov e Mateusz Bartel nel Campionato europeo giovanile di scacchi Under 18 nel 2002, ricevendo la medaglia di bronzo a seguito di uno spareggio. Nell'aprile 2002 vince il torneo Primo Sabato GM B a Budapest. Nel 2003 vince il torneo Cuore della Finlandia a Jyväskylä.
Nyback vince il Campionato finlandese di scacchi nel 2008 a punteggio pieno. Nello stesso anno arriva secondo con Emanuel Berg al torneo Najdorf Memorial Round-Robin a Varsavia.
Nyback arrivò al secondo posto nel Campionato europeo individuale di scacchi nel 2008, con un punteggio di 8/11, ciò lo rese partecipe alla Coppa del Mondo di scacchi 2009, dove registra un punteggio di 8/11, sfidando, per il primo posto, altri 9 grandi maestri. Qui sconfigge Dmitrij Andrejkin e Pëtr Veniaminovič Svidler dopo diversi spareggi.
Nel 2010 entra a far parte al Torneo di scacchi di Wijk aan Zee, dove registra un punteggio di 5/13.

## Partite memorabili
- Svetozar Gligoric vs Tomi Nybäck, Rilton Cup 2003-4 2004, Benko Gambit: Accepted (A59), 0-1
- Santul Kosmo vs Tomi Nybäck, Rilton Cup 2006, Pirc Defense: General (B07), 0-1
- Tomi Nybäck vs Jens Henrichsen, Politiken Cup 2007, English Opening: Anglo-Indian Defense (A17), 1-0
- Tomi Nybäck vs Magnus Carlsen, Olympiad 2008, Queen's Gambit Declined: Harrwitz Attack (D37), 1-0